# پیون
در فیزیک ذرات بنیادی پیون( که به نام مزون پی هم شناخته می‌شود) به ذراتی گفته می‌شود که جزء سه دستهٔ زیر باشند پیون خنثی ، پیون منفی ، پیون مثبت. سبکترین مزون هستند و تحت تأثیر از نیروی قوی قرار می‌گیرند.

## خواص
پیون هااسپینشان صفر است در مدل کوارک کوارکها بالا و پاد پایین π+ دارند کوارک پایین و کوارک بالا π− دارند هر سه نوع پیون ایزواسپینشان۱- است.
| ذره          | نماد                                | پاد- ذره                            | ساختار کوارک                                                          | اسپین و پاریته | جرم سکون MeV/c2 | S | C | B | نیمه عمر s | واپاشی به | یادداشت                                     |
| ------------ | ----------------------------------- | ----------------------------------- | --------------------------------------------------------------------- | -------------- | --------------- | - | - | - | ---------- | --------- | ------------------------------------------- |
| Charged Pion | {\displaystyle \mathrm {\pi ^{+}} } | {\displaystyle \mathrm {\pi ^{-}} } | {\displaystyle \mathrm {u{\bar {d}}} }                                | Pseudoscalar   | 139.6           | 0 | 0 | 0 | 2.60×10−8  | μ+ + νμ   |                                             |
| پیون طبیعی   | {\displaystyle \mathrm {\pi ^{0}} } | Self                                | {\displaystyle \mathrm {\frac {u{\bar {u}}-d{\bar {d}}}{\sqrt {2}}} } | Pseudoscalar   | 135.0           | 0 | 0 | 0 | 0.84×10−16 | 2γ        | Makeup inexact due to non-zero quark masses |

## تاریخچه
نظریه وجود پیون و حتی مزون توسط دانشمند ژاپنی به نام هیدکی یوکاوا در سال ۱۹۳۵ پایه‌گذاری شد او به دنبال ذراتی می گشت که بتواند با نیروی قوی برهم کنش کند و بر اساس محاسبات خود جرم آنرا سنگینتر از الکترون و سبک‌تر از پروتون محاسبه نمود که به همین دلیل به آن‌ها مزون نام داد(مزون به معنای میانه است) ابتدا فرض بر این گرفته بود که میون عامل چنین اتفاقاتی است اما بعداْ عامل برهم کنش را پیون به دست آورد که به خاطر این مسئله او در سال ۱۹۴۹ جایزه نوبل فیزیک را بدست آورد

## مراجع
1. ↑  کتاب از اتم تا کوارک فصل میون